# Telesikring as
Telesikring as (Telesikring alarmsystemer) er en dansk virksomhed, som beskæftiger sig med sikrings- og sikkerhedsløsninger. Telesikring as har eksisteret siden 1967 og er i dag en landsdækkende virksomhed. I maj 2020 havde virksomheden 138 ansatte.
Telesikring as er en fusion mellem Rudbech Alarm A/S i Esbjerg, GF-UNI alarmsystemer i Aalborg samt Telesikring as i Taastrup.
Telesikring as er landets største danskejede alarmvirksomhed.